# Hintlesham
Hintlesham är en by (village) i Babergh, Suffolk i sydöstra England.  Orten har 564 invånare (2001). Den har en kyrka.